# Février 1824

## Naissances

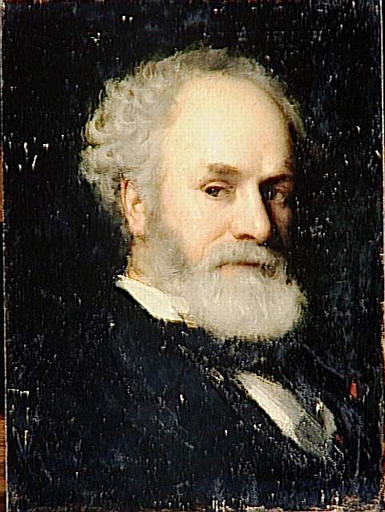
Jules Janssen

- 7 février : William Huggins (mort en 1910), astronome britannique.
- 10 février : Samuel Plimsoll homme politique britannique
- 18 février : Theodor Wendisch lithographe et sténographe allemand († 22 novembre 1892).
- 19 février : Henri Germain, banquier français, à l'origine de la fondation du Crédit lyonnais devenu LCL († 2 février 1905).
- 22 février : Jules Janssen (mort en 1907), astronome français.
- 24 février : George William Curtis, écrivain et journaliste américain († 31 août 1892).

## Décès
- 7 février : Jacques-Antoine-Marie Lemoine, peintre français (° 17 juillet 1751).
- 17 février : Henri Juglar, député français.
- 20 février : Pierre Flaust, homme politique français.
- 23 février : Blasius Merrem, zoologiste allemand (° 1761).